# باش‌نفت
باش‌نفت (به انگلیسی: Bashneft) شرکت نفتی روسی است، که یکی از بزرگترین تولیدکنندگان فراورده‌های نفتی (بزرگترین پالایشگر) در کشور روسیه به‌شمار می‌آید. این شرکت در بیش از ۱۴۰ میدان نفت و گاز مستقر در خاک روسیه فعالیت می‌کند و ظرفیت سالانه تولید نفت آن بالغ بر ۱۶ میلیون تن برآورد شده‌است.
شرکت باش‌نفت مالک سه پالایشگاه نفت در اوفا، روسیه است، که ظرفیت پالایش ترکیبی معادل ۸۲۰،۰۰۰ بشکه در روز را دارا می‌باشد. این شرکت همچنین مالک ۱۰۰ جایگاه پمپ بنزین در روسیه است. بزرگترین سهامدار باش‌نفت شرکت سیستما می‌باشد، که سهام خود در این شرکت را در سال ۲۰۰۹ به ارزش ۲٫۵ میلیارد دلار خریداری کرده‌است.